# Championnats de France de patinage artistique 1955
Navigation
Championnats de France 1954 Championnats de France 1956
Les championnats de France de patinage artistique 1955 ont eu lieu à Lyon pour 4 épreuves : simple messieurs, simple dames, couple artistique et danse sur glace.

## Faits marquants
- Le titre des couples artistiques n'a pas été décerné.

## Podiums
| Épreuves                            | Or                             | Argent                                   | Bronze            |
| Messieurs résultats détaillés       | Alain Giletti                  | Alain Calmat                             | -                 |
| Dames résultats détaillés           | Maryvonne Huet                 | Michèle Allard                           | Gilberte Naboudet |
| Couples résultats détaillés         | -                              | -                                        | -                 |
| Danse sur glace résultats détaillés | Fanny Besson / Jean-Paul Guhel | Claude-Gisèle Weinstein / Claude Lambert | -                 |

## Détails des compétitions
(Détails des compétitions encore à compléter)

### Messieurs
| Rang | Nom           |
| ---- | ------------- |
| 1    | Alain Giletti |
| 2    | Alain Calmat  |

### Dames
| Rang | Nom               |
| ---- | ----------------- |
| 1    | Maryvonne Huet    |
| 2    | Michèle Allard    |
| 3    | Gilberte Naboudet |
| ...  |                   |

### Danse sur glace
| Rang | Nom                                      |
| ---- | ---------------------------------------- |
| 1    | Fanny Besson / Jean-Paul Guhel           |
| 2    | Claude-Gisèle Weinstein / Claude Lambert |

## Sources
- Le livre d'or du patinage d'Alain Billouin, édition Solar, 1999